# Кьорсюсе-Арита
Кьорсюсе́-Арита́ (рос. Кёрсюсе-Арыта) — невеликий острів в Оленьоцькій затоці моря Лаптєвих. Територіально відноситься до Якутії, Росія.
Розташований в центрі затоки, в дельті річки Оленьок. Знаходиться між протоками Хобуох-Тьобюлеге на заході, Кубалах-Уеся на південному заході та Кьорсюсе-Тьобюлеге на сході. На півночі вузькою протокою відокремлюється від сусіднього острова Хобуох-Арита, на півдні — Кьорсюсе-Кумага. Острів має видовжену форму, простягається з північного сходу на південний захід. Вкритий болотами і пісками, має 10 невеликих озер. На півночі та півдні оточений мілинами.
| Росія | Це незавершена стаття з географії Росії. Ви можете допомогти проєкту, виправивши або дописавши її. |